# 訃報 1976年6月
訃報 1976年6月（ふほう 1976ねん6がつ）では、1976年（昭和51年）6月中に物故した、又は物故が報じられた人物についてまとめる。

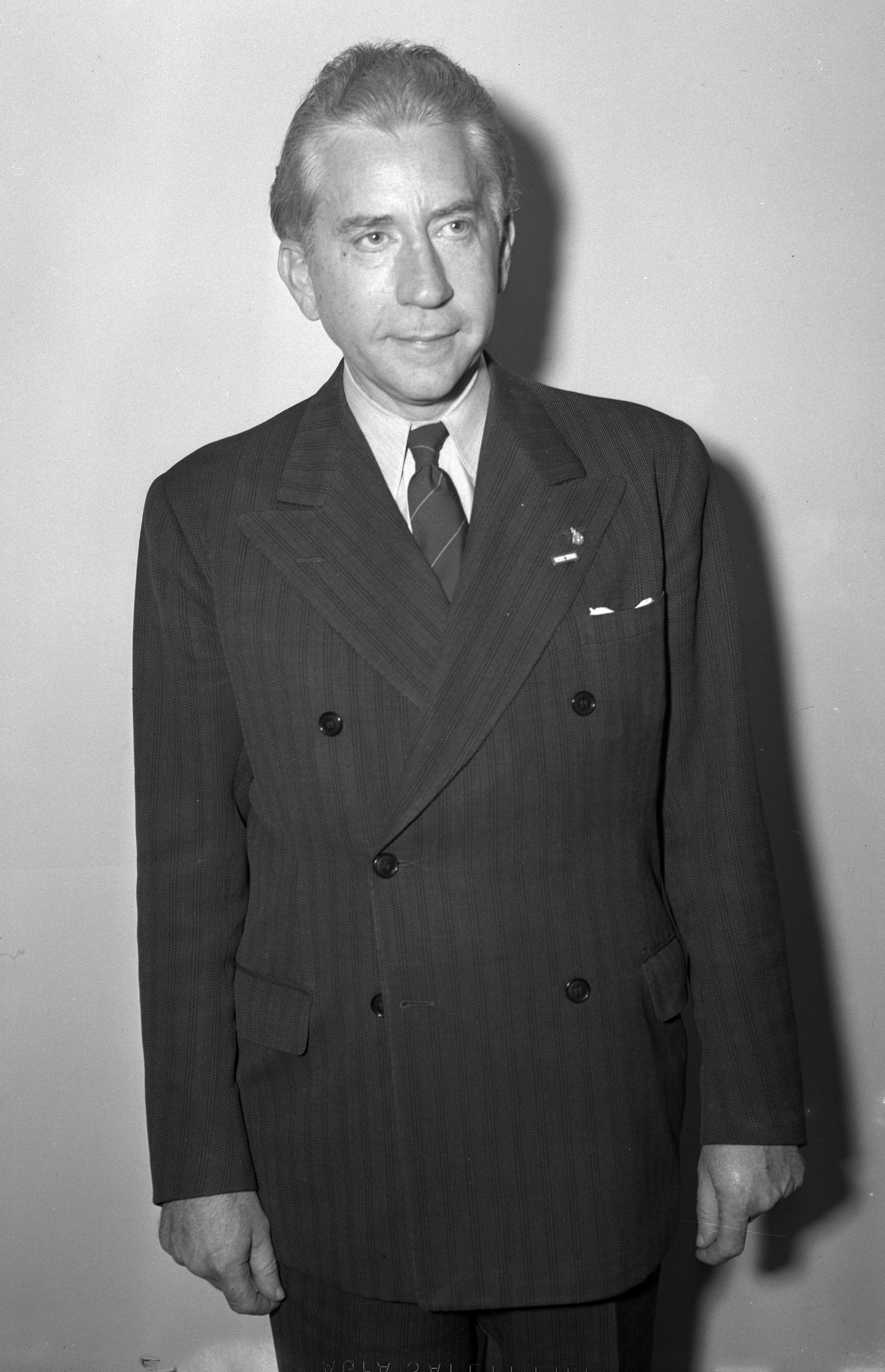
ジャン・ポール・ゲティ / 6月6日没

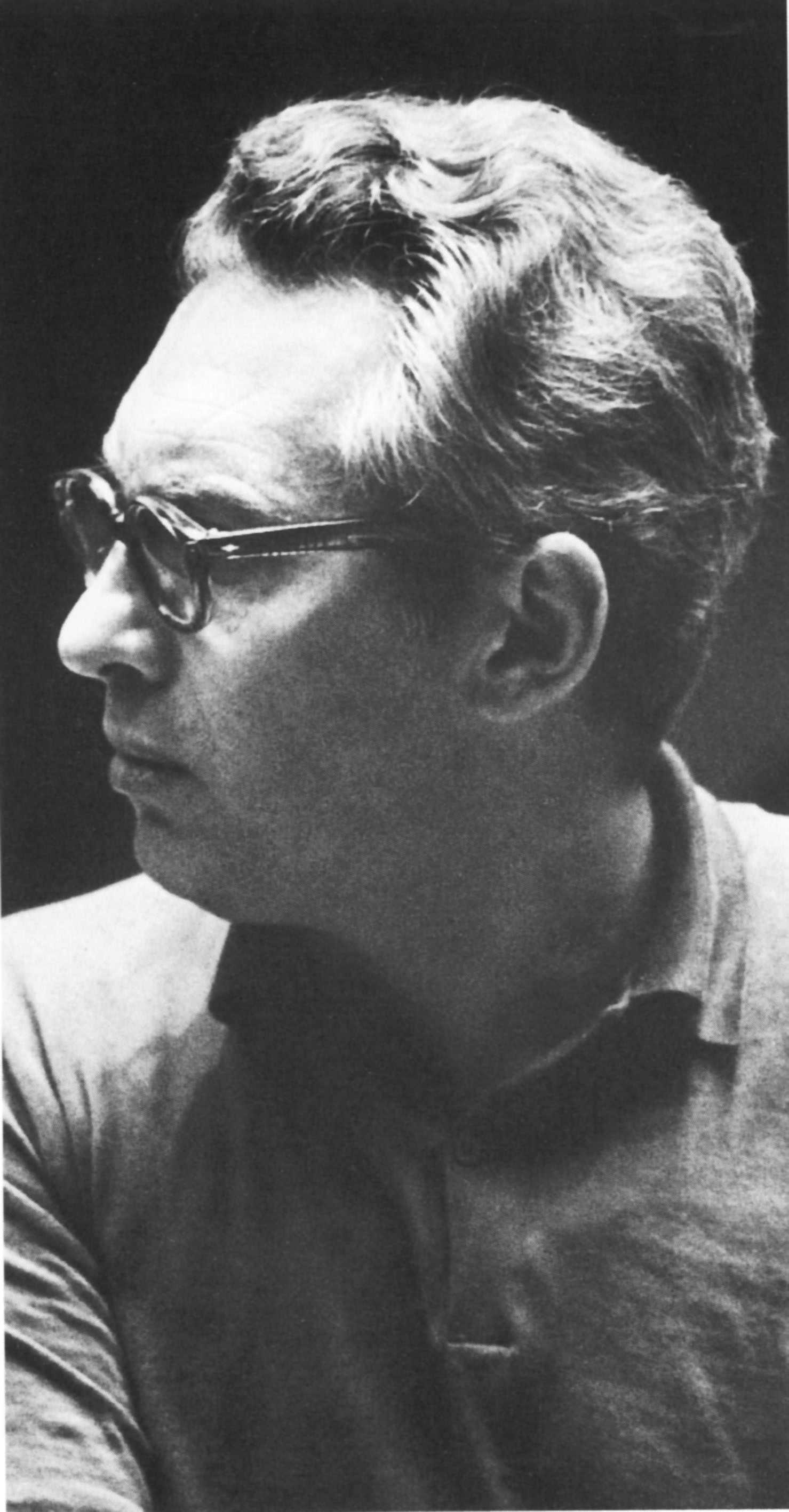
アンダ・ゲーザ / 6月14日没

## （1日 - 15日）
- 6月2日 - 美川陽一郎、俳優（* 1918年）
- 6月3日 - 川崎弘子、女優（* 1912年）
- 6月3日 - 中西信太郎、英文学者（* 1903年）
- 6月3日 - 有竹修二、ジャーナリスト（* 1902年）
- 6月6日 - ジャン・ポール・ゲティ、実業家（* 1892年）
- 6月7日 - 嶋田繁太郎、海軍軍人（* 1883年）
- 6月9日 - 久板栄二郎、劇作家・脚本家（* 1898年）
- 6月10日 - 佐野誠三、プロ野球選手（* 1920年）
- 6月11日 - ジム・コンスタンティー、メジャーリーガー（* 1917年）
- 6月14日 - アンダ・ゲーザ、ピアニスト（* 1921年）
- 6月14日 - 仁田竹一、実業家・政治家（* 1894年）

## （16日 - 30日）
- 6月16日 - 井野川利春、元プロ野球選手（* 1908年）
- 6月18日 - 日高信六郎、外交官・登山家（* 1893年）
- 6月22日 - ポール・ピムスラー、言語学者（* 1927年）
- 6月22日 - 野口晴哉、整体指導者・野口整体の創始者（* 1911年）
- 6月22日 - 寺田京子、俳人・放送作家（* 1922年）
- 6月24日 - サミュエル・ドゥシュキン、ヴァイオリニスト（* 1891年）
- 6月24日 - 成田順、家政学者（* 1887年）
- 6月25日 - 安川第五郎、実業家（* 1886年）
- 6月25日 - 高橋信次、宗教家・実業家（* 1927年）
- 6月26日 - 高畠達四郎、画家（* 1895年）
- 6月28日 - ヤコフ・ザーク、ピアニスト（* 1913年）
- 6月28日 - 田中長三郎、農学者（* 1885年）
- 6月30日 - 木内曽益、検察官（* 1896年）